# Nothing Compares 2 U
„Nothing Compares 2 U” – singel Sinéad O’Connor z 1990 roku.
Piosenka została napisana w latach 80. przez Prince’a i wydana po raz pierwszy w 1985 przez stworzony przez niego projekt The Family.
Sinéad O’Connor nagrała własną wersję na swój drugi album, I Do Not Want What I Haven’t Got. Cover ten osiągnął wielki sukces, docierając do pierwszych miejsc list przebojów w wielu krajach, w tym zdobywając szczyt prestiżowego zestawienia Billboard Hot 100 w Stanach Zjednoczonych. Utwór pozostaje największym przebojem O’Connor w jej karierze. Teledysk do piosenki nakręcono w Paryżu.
W 1993 utwór został wydany w wykonaniu samego Prince'a wraz z Rosie Gaines. Natomiast w 2018, już po śmierci Prince'a, ukazało jego niepublikowane wcześniej wykonanie demo z 1984.
W 2004 utwór został sklasyfikowany na 162. miejscu listy 500 utworów wszech czasów magazynu Rolling Stone.
Utwór doczekał się licznych coverowych wykonań, m.in. polskiej grupy muzycznej Siedem na albumie Siedem.

## Track lista
7" single
- „Nothing Compares 2 U” – 5:09
- „Jump in the River” – 4:13

CD maxi
- „Nothing Compares 2 U” – 5:09
- „Jump in the River” – 4:13
- „Jump in the River” (instrumental) – 4:04

## Notowania i certyfikaty
| Lista przebojów (1990)                 | Najwyższa pozycja |
| -------------------------------------- | ----------------- |
| Australia (Top 50 Singles)             | 1                 |
| Austria (Ö3 Austria Top 40)            | 1                 |
| Belgia (Ultratop 50 Singles, Flandria) | 1                 |
| Belgia (Ultratop 50 Singles, Walonia)  | 3                 |
| Dania (IFPI)                           | 1                 |
| Francja (Top Singles & Titres)         | 5                 |
| Finlandia (Suomen virallinen lista)    | 1                 |
| Holandia (Single Top 100)              | 1                 |
| Irlandia (Singles Chart)               | 1                 |
| Kanada (Billboard Canadian Hot 100)    | 1                 |
| Niemcy (Media Control Charts)          | 1                 |
| Nowa Zelandia (Recorded Music NZ)      | 1                 |
| Norwegia (VG-lista)                    | 1                 |
| Polska (AirPlay – Top)                 | 1                 |
| Portugalia (AFP)                       | 1                 |
| Stany Zjednoczone (Hot 100)            | 1                 |
| Szwajcaria (Singles Top 100)           | 1                 |
| Szwecja (Sverigetopplistan)            | 1                 |
| Wielka Brytania (UK Singles Chart)     | 1                 |

| Kraj                     | Certyfikat         | Sprzedaż   |
| ------------------------ | ------------------ | ---------- |
| Australia (ARIA)         | 2x Platynowa płyta | 140 000+   |
| Austria (IFPI)           | Platynowa płyta    | 30 000+    |
| Niemcy (BVMI)            | Złota płyta        | 250 000+   |
| Szwecja (GLF)            | Platynowa płyta    | 50 000+    |
| Stany Zjednoczone (RIAA) | Platyna płyta      | 1 000 000+ |
| Wielka Brytania (BPI)    | Platynowa płyta    | 600 000+   |